# José Sánchez de Santa María
José Sánchez de Santa María fue un traductor gallego, que Ricardo Carballo Calero cita entre los precursores de Rosalía de Castro. 

## Trayectoria
Louis Lucien Bonaparte, sobrino de Napoleón, hizo traducir a varios idiomas el Evangelio de Mateo. En 1861 se publicó en Londres la traducción gallega, debido a José Sánchez de Santamaría, de Santiago de Compostela, por lo demás desconocido. 
La versión está hecha sobre la traducción castellana de Félix Torres Amat, y no sobre el texto griego. Abundan en la traducción gallega los castellanismos morfológicos y sintácticos.